# Karlamilyi Nemzeti Park
A Karlamilyi Nemzeti Park Nyugat-Ausztráliában található, Pilbara régióban, Perthtől 1252 km-re északkeletre. 1977-ben vált nemzeti parkká. A második legnagyobb területű a világon a Kakadu Nemzeti Park után.

## Neve
A park neve korábban Rudall River Nemzeti Park volt. Nevét 2008-ban változtatták meg. Új nevét a területen őslakos martuk „Karlamilyi” elnevezése után kapta.

## Földrajza
A Karlamilyi Nemzeti Park a Kis-homoksivatag és a Nagy-homoksivatag közt fekszik.
A Rudall folyó vízgyűjtő területének egy része a park határain belül található. 
A Rudallt a vidék egyik első európai felfedezője, Frank Hann nevezte el a szintén felfedező William Frederick Rudallról.

## Fordítás
Ez a szócikk részben vagy egészben  a   Karlamilyi National Park című angol Wikipédia-szócikk ezen változatának fordításán alapul.  Az eredeti cikk szerkesztőit annak laptörténete sorolja fel. Ez a jelzés csupán a megfogalmazás eredetét és a szerzői jogokat jelzi, nem szolgál a cikkben szereplő információk forrásmegjelöléseként.